# Merín (España)
Merín (llamada oficialmente San Cristovo de Merín) es una parroquia y una aldea española del municipio de Vedra, en la provincia de La Coruña, Galicia.

## Entidades de población
Entidades de población que forman parte de la parroquia:
- La Iglesia (San Cristovo)
- Cabanelas
- Casorráns (Cazorráns)
- Fraíz
- Merín
- Pazo (O Pazo)
- Recarey (Recarei)
- Rosende

## Demografía

### Parroquia
| Gráfica de evolución demográfica de Merín (parroquia) entre 2000 y 2019 |
|                                                                         |
| Datos según el nomenclátor publicado por el INE.                        |

### Aldea
| Gráfica de evolución demográfica de Merín (aldea) entre 2000 y 2019 |
|                                                                     |
| Datos según el nomenclátor publicado por el INE.                    |